# Цирк Нерона
Цирк Нерона (лат. Circus Neronis) — циркова арена у Стародавньому Римі у садах Агриппіни, на території теперішнього Ватикану. Повна назва Цир Гая і Нерона (лат. Circus Gai et Neronis). Також відомий як цирк Калігули або Ватиканський цирк (лат. circus Vaticanus).

## Історія
Розпочато будівництво за часи імператора Калігулою як приватний іподром для колесничних змагань. Завершено за часів імператора Клавдія. В подальшому служив улюбленим місцем для спортивних змагань і оргій імператорів Клавдія і Нерона. Останній в цирку у 65 році здійснив перші страти християн, зокрема ймовірно тут було страчено апостола Петра.
Перестав використовуватися у середині II ст., коли територія була розділена і передана в оренду приватним особам для будівництва гробниць, що належать некрополю.
У IV ст. північна сторона цирку була зруйнована, щоб звільнити місце для першої базиліки Св. Петра. Південна стіна і два найпівденніших рядки колон церкви були побудовані на трьох паралельних північних стінах цирку. У V ст. на частині спіни цирку було зведено два мавзолею, зокрема гробниця дружини імператора Гонорія — Марії. Один з цих мавзолеїв був зруйнований близько 1530 року, але другий простояв до XVIII ст.
Якісь залишки цирку ще було зберігалися в XV і XVI ст. У XVII ст. коли будувався новий собор Св. Петра, руїни описав Дж. Грімальді, замітки якого збереглися в кількох рукописних копіях. У спогадах Санте Бартолі зафіксовано, що коли Олександр VII будував ліве крило колонади Берніні та лівий фонтан, над дверима була виявлена гробниця з барельєфом, що представляє сцену шлюбу.

## Розташування
Зведено в садах Агриппіни на Ватиканських полях. На північ паралельно проходила вія Корнелія.

## Опис
Ось цирку проходила зі сходу на захід, і точка старту (carceres) перебувала в східному кінці, ближче до Тибру. З боків від неї несиметрично розташовувалися дві башти. Згідно Грімальді, ширина цирку становила 90 м, довжина 161 м. Втім сучасні дослідники вважають, що цирк був довшим — 500
На спіні (серединний бар'єрі) Калігула поставив обеліск, що вивіз з єгипетського Геліополя.